# Desafinados
Desafinados je glazbeni sastav iz Splita, Hrvatska. Sviraju jazz, odnosno razne žanrove konvertiraju u jazz.

## Povijest
Desafinados su izvorno glazbeni duo:  vokalistica Ana Benzon koja pjeva u pratnji maestra Jurice Karuze na klaviru. Izvode najljepše balade 20. stoljeća u jazz maniri i modernije obrade poznatih hitova. Benzon je već prije ostvarila višegodišnju glazbeničku karijeru. Prvo je bila prateći vokal na Melodijama Jadrana, nastupala je na Međunarodnom jazz i blues festivalu i Večerima francuske šansone u Splitu, Proljetnim revijama jazza u Zagrebu te londonskom jazz klubu Spice of Life. Pjeva na engleskom, talijanskom, portugalskom i francuskom jeziku. Maestro Jurica Karuza je pijanist koji je diplomirao na Glazbenoj akademiji u Zagrebu. Svira preko 20 godina s najpoznatijim hrvatskim glazbenicima. Sudionik Runjićevih večeri od početka, suosnivač je Večeri francuske šansone u Splitu a 2004. godine nagrađen je Porinom. Poslije im se pridružio Jadran Dučić Ćićo na bubnjevima a poslije i Jakov Košćina na saksofonu te čine kvartet. U toj fazi njeguju retro zvuk koji nailazi na dobar prijem kod svih generacija publike. Repertoar im čine evergreen skladbe 50tih, 60tih, 70tih, jazz standardi, francuske šansone, talijanske kancone, blues i latin jazz glazba te obrada dalmatinskih klapskih pjesama (etno jazz); pjesme Josipa Lisac, Meri Cetinić, Oliver, moderne strane glazbe; Adele, Vaya con Dios, Norah Jones.Bubnjar Jadran Dučić Čićo svirao je sa svim najvažnijim hrvatskim jazz glazbenicima, nastupao je na gotovo svim relevantnim hrvatskim i inozemnim festivalima jazz glazbe. Trostruki dobitnik Porina u kategoriji jazz glazbe. Snimio je 11 studijskih albuma.

## Članovi
Članovi su Ana Benzon i Jurica Karuza, Jadran Dučić Ćićo i Jakov Košćina.

## Vanjske poveznice
- Facebook
- SoundCloud
- MySpace
- The Beat  Arhivirana inačica izvorne stranice od 6. studenoga 2019. (Wayback Machine)